# Chionaema
Chionaema is een geslacht van vlinders uit de familie van de spinneruilen (Erebidae).

## Soorten
- C. additicia Prout, 1919
- C. adelina Staudinger, 1887
- C. adita Moore, 1859
- C. affinis Snellen, 1904
- C. africana Holland, 1893
- C. alba Moore, 1878
- C. alborosea Walker, 1864
- C. alexi Cerny, 1993
- C. amabilis Moore, 1877
- C. amatura Walker, 1863
- C. amelaena Hampson, 1903
- C. andromeda Cerny, 1993
- C. ariadne Elwes, 1890
- C. aroa Bethune-Baker, 1904
- C. asticta Hampson, 1904
- C. aurantiorufa Rothschild, 1912
- C. aurantipuncta Rothschild, 1912
- C. aurifinis Cerny, 1993
- C. aurora Roepke, 1935
- C. axiologa Swinhoe, 1905
- C. barisana Roesler, 1976
- C. basialba Rothschild, 1913
- C. basiflava Rothschild, 1936
- C. basisticta Hampson, 1914
- C. bebas Roesler & Kuppers, 1976
- C. bella Kishida, 1991
- C. bellissima Moore, 1878
- C. bianca Walker, 1856
- C. bicolor Rothschild, 1913
- C. boetonensis Jurriaanse & Lindemanns, 1920
- C. brunnea Bethune-Baker, 1904
- C. brunneistriga Prout, 1919
- C. candida Felder, 1874
- C. cantonensis Daniel, 1953
- C. cara Kishida, 1991
- C. carmina Cerny, 1993
- C. catorhoda Hampson, 1897
- C. celebensis Roepke, 1946
- C. coccinea Moore, 1878
- C. conclusa Walker, 1862
- C. costifimbria Walker, 1862
- C. crasizona Wileman & West, 1928
- C. croceizona Hampson, 1914
- C. cruentata Talbot
- C. delicata Walker, 1854
- C. determinata Walker, 1862
- C. detrita Walker, 1854
- C. dinawa Bethune-Baker, 1904
- C. distincta Rothschild, 1912
- C. divikara Moore, 1865
- C. dohertyi Elwes, 1890
- C. dudgeoni Hampson, 1895
- C. effracta Walker, 1854
- C. erythrostigma Roepke, 1946
- C. euryxantha Hampson, 1914
- C. fasciatella Rothschild, 1912
- C. fasciola Elwes, 1890
- C. flavalba Rothschild, 1912
- C. flavicincta Hampson, 1903
- C. flaviplaga Heylaerts, 1891
- C. flavotincta Draudt, 1914
- C. formosana Hampson, 1909
- C. fukiensis Daniel, 1953
- C. fulvia Linnaeus, 1758
- C. fumea Hampson, 1900
- C. gabriellae Cerny, 1993
- C. garuda Roesler & Kuppers, 1976
- C. gazella Moore, 1872
- C. gelida Walker, 1854
- C. geminipuncta Cerny, 1993
- C. gonypetes Prout
- C. grandis Mabille, 1879
- C. griseilinea De Joannis
- C. guizonis Jordan, 1904
- C. guttifera Walker, 1856
- C. haemacta Snellen, 1896
- C. hamata Walker, 1854
- C. harterti Elwes, 1890
- C. honei Daniel, 1953
- C. horsefieldi Roepke, 1946
- C. impunctata Felder, 1861
- C. inconclusa Walker, 1862
- C. indonesia Roesler & Kuppers, 1976
- C. infantula Hampson, 1900
- C. interrogationis Poujade, 1886
- C. inusitata Bethune-Baker, 1910
- C. javanica Butler, 1877
- C. karenkonis Matsumura, 1930
- C. khasiana Hampson, 1897
- C. klapperichi Daniel, 1953
- C. kosemponica Strand, 1917
- C. libulae Cerny, 1993
- C. likiangensis Daniel, 1953
- C. lobbichleri Daniel, 1961
- C. loloana Strand, 1912
- C. lunulata Semper, 1899
- C. lutipes Hampson, 1900
- C. luzonica Wileman
- C. malayensis Hampson, 1914

- C. margarethae Kiriakoff, 1958
- C. marshalli Hampson, 1900
- C. melanochlorus Rothschild, 1916
- C. melanoplagia Hampson, 1900
- C. metalleuca Hampson, 1900
- C. metamelas Hampson, 1914
- C. meyricki Rothschild & Jordan, 1901
- C. miles Butler, 1887
- C. molleri Elwes, 1890
- C. nigrescens Rothschild, 1913
- C. nigrilineata Hampson, 1900
- C. nigromarginata Rothschild, 1936
- C. nigroplagata Bethune-Baker, 1910
- C. nyasica Hampson, 1918
- C. obliquilineata Hampson, 1900
- C. obscura Hampson, 1900
- C. okinawana Matsumura, 1930
- C. omissa Rothschild & Jordan, 1901
- C. orcheia Rothschild, 1916
- C. owadai Kishida, 1991
- C. pectinata Roepke, 1946
- C. pellucida Rothschild, 1936
- C. peregrina Walker, 1854
- C. perornata Walker, 1854
- C. phaedra Leech, 1889
- C. phaeocraspis Hampson, 1909
- C. phycomata Wileman & West, 1928
- C. piepersi Roepke, 1946
- C. pitana Moore, 1859
- C. plateni Elwes, 1890
- C. postdivisa Rothschild, 1913
- C. postflavida Rothschild, 1924
- C. pratti Elwes, 1890
- C. pretoriae Distant, 1897
- C. propinqua Wileman, 1910
- C. pteroleuca Roesler & Kuppers, 1976
- C. pudens Walker, 1862
- C. puella Drury, 1773
- C. puer Elwes, 1890
- C. punctifasciata Rothschild, 1913
- C. punctistrigosa Rothschild, 1913
- C. pura van Eecke, 1929
- C. quadrinotata Walker, 1869
- C. quadripartita Wileman, 1910
- C. rafflesiana Roepke, 1946
- C. rejecta Walker, 1854
- C. rhadota Swinhoe, 1907
- C. ridleyi Hampson, 1900
- C. rosabra Wileman
- C. rubrifasciata Druce, 1883
- C. rubristriga Holland, 1893
- C. rubritermina Bethune-Baker, 1911
- C. rubriterminalis Strand, 1912
- C. rufistigma Rothschild, 1912
- C. saalmuelleri Butler, 1882
- C. sanguinea Bremer & Grey, 1852
- C. saulia Swinhoe, 1901
- C. scintillans Rothschild, 1936
- C. securizonis Butler, 1889
- C. selangorica Hampson, 1903
- C. signa Walker, 1854
- C. sikkimensis Elwes, 1890
- C. soror Cerny, 1993
- C. straminea Hampson, 1914
- C. stressemanni Rothschild, 1936
- C. subalba Wileman, 1910
- C. subornata Walker, 1854
- C. suisharyonis Strand, 1917
- C. sumatrensis Druce, 1899
- C. tettigonioides Heylaerts, 1892
- C. thoracica Rothschild & Jordan, 1901
- C. tienmushanensis Reich, 1937
- C. togoana Strand, 1912
- C. torrida Holland, 1893
- C. transfasciata Rothschild, 1912
- C. treadawayi Cerny, 1993
- C. tricolor Druce, 1899
- C. trigutta Walker, 1854
- C. triguttata Walker, 1869
- C. tripuncta de Toulgoët, 1980
- C. tripunctata Rothschild, 1936
- C. tristigmalis Strand, 1917
- C. ugandana Strand, 1912
- C. unipuncta Elwes, 1890
- C. vespertata Cerny, 1993
- C. vnigrum Cerny, 1993
- C. yunnanensis Hampson, 1903